# St Margaret Island
St Margaret Island är en ö i Australien. Den ligger i delstaten Victoria, omkring 190 kilometer sydost om delstatshuvudstaden Melbourne. Arean är 20,0 kvadratkilometer. Den sträcker sig 4,4 kilometer i nord-sydlig riktning, och 8,0 kilometer i öst-västlig riktning.
I omgivningarna runt St Margaret Island växer i huvudsak städsegrön lövskog. Genomsnittlig årsnederbörd är 1 069 millimeter. Den regnigaste månaden är juni, med i genomsnitt 164 mm nederbörd, och den torraste är januari, med 44 mm nederbörd.